# Sluissche Havenpolder
De Sluissche Havenpolder is een polder ten noordwesten van Sluis, behorend tot de Sluisse- en Zwinpolders.
De haventoevaart van Sluis, het Paswater, verzandde gestadig. In 1861 was het Paswater dusdanig verland dat het voor de scheepvaart onbruikbaar was geworden. Om dit te compenseren was in 1857 de Damse Vaart verlengd tot in de oude haven van Sluis. Deze vaart maakt daarom tegenwoordig een opvallend scherpe bocht om bij de Kaai uit te mondennden.
In 1861 werd het Paswater op twee plaatsen afgedamd (door de Pasdam en het Maenhoutsdijkje) en vervolgens ingepolderd, waarbij een polder van 15 ha ontstond die zich, evenals de Mariapolder, binnen de Wallen van Sluis bevindt.